# Добсон, Бриджет
Бриджит (англ. Bridget Dobson, урожденная Херсли; 1 сентября 1938 года, Висконсин — 3 января 2024 года, Атланта, штат Джорджия, США) и Джером Добсон — американский супружеский дуэт сценаристов и художников, обладатели телевизионных наград.
Известны своей работой в качестве главных сценаристов нескольких мыльных опер, среди них «Главный госпиталь», «Направляющий свет» и «Как вращается мир», а также как создатели и главные сценаристы мыльной оперы NBC «Санта-Барбара».

## Биография
Бриджит Добсон родилась 31 августа 1938 года в Висконсине. Была дочерью профессора английского языка Фрэнка и адвоката Дорис Херсли. В возрасте 7 лет Бриджит была увезена родителями в Лос-Анджелес.
Родители занимались также написанием сценариев телевизионных мыльных опер и стали известными по сериалу «Главный госпиталь».
Бриджит Херсли училась в Стэнфордском университете, специализировалась в английском языке, а затем поступила в Гарвардскую школу бизнеса. В 1961 году Бриджит вышла замуж за Джерома Добсона. Мечтой молодой женщины было писать сценарии, в чём она рассчитывала на помощь родителей, первые пробы были сделаны ею для «Главного госпиталя» 10 февраля 1969 года, вскоре к ней присоединился Джером.
В 1975 году Добсоны были наняты в качестве главных сценаристов для многосерийной мыльной оперы «Направляющий свет». Вторую половину 1970-х годов они провели в этой работе, где создали образ очаровательной медсестры Риты Стэплтон (которая стала героиней шоу на оставшуюся часть 1970-х), богатой, принадлежащей к высшему классу семью Сполдинг в 1977 году (которая оставалась одной из основных семей шоу до его отмены в 2009 году) и написали печально известную сюжетную линию об изнасиловании Холли Норрис Бауэр её собственным мужем Роджером Торпом в 1979 году.
«„Проктер энд Гэмбл“» пригласила Добсонов для работы над другой мыльной оперой, «Как вращается мир», в которой, среди прочих сюжетов, они создали печально известный персонаж — Джеймса Стенбека, а также персонажей Тома и Марго.
В 1984 году состоялась премьера шоу «Санта-Барбара», созданного Добсонами для NBC. После многих лет работы как с интернетом, так и со спонсором («Проктер энд Гэмбл») на более ранних шоу, Добсоны получили творческий контроль над шоу. Добсоны попытались разнообразить действующие персонажи в фильме, добавить в сюжет испаноязычную семью и роман между латиноамериканцем Крузом Кастильо и Иден Кэпвелл. Они также дополнили многие истории юмором.
В 1988 году давний спор между Добсонами и NBC достиг апогея после того, как Добсоны несколько раз пытались уволить главного сценариста Энн Говард Бейли. Добсоны не знали, что контракт Бейли содержал положение о том, что только NBC может прекратить трудовые отношения с ней; когда Добсоны оспорили это, NBC и продюсерская компания New World Television выгнали их из своей студии. Добсоны подали иск на 53 миллиона долларов против NBC и New World Television. В том же году, когда Санта-Барбара получила премию «Эмми» за лучшую дневную драму, Бриджит Добсон, которая первой поднялась на пьедестал победителей, съязвила: «Хотя New World Television исключили меня из своей студии, они не смогли исключить меня из „Эмми“!». По иронии судьбы, Санта-Барбара получила свою первую премию «Эмми» как выдающийся драматический сериал за материал, написанный Бейли. К 1991 году дело было урегулировано во внесудебном порядке, и Добсоны вернулись к работе в шоу, которое они создали. Шоу закончилось в 1993 году. В 1995 году Добсоны переехали в Атланту, где Бриджит занялась живописью. Более шестидесяти её картин были представлены в индивидуальном передвижном музейном туре. Серия изделий из тонкого фарфора, хрусталя и подарочных изделий Бриджит Добсон, продаваемая компанией Bridget Dobson Studios, была представлена в 2006 году в Нью-Йорке. Джером Добсон (под псевдонимом Джером Джон Добсон) опубликовал роман в 2018 году.
Бриджит Добсон умерла 3 января 2024 года в возрасте 85 лет в Атланте, штат Джорджия.

## Фильмография
- «Санта-Барбара» (англ. Santa Barbara), сериал, 1984—1993
- «Эмералд-Пойнт» (англ. Emerald Point N.A.S.) сериал, 1983—1984
- «Главная больница» (англ. General Hospital), сериал, 1963—2014
- «Как вращается мир» (англ. As the World Turns), сериал, 1956—2010
- «Путеводный свет»(англ. The Guiding Light), сериал, 1952—2009